# Jesús Gámez
Jesús Gámez Duarte (ur. 10 kwietnia 1985 w Fuengiroli) – hiszpański piłkarz występujący na pozycji obrońcy w angielskim klubie Newcastle United. Były reprezentant Hiszpanii do lat 21.

## Kariera klubowa
Karierę piłkarską Gámez rozpoczął w rodzinnym mieście Fuengirola, w tamtejszym klubie UD Fuengirola. W 2000 roku został zawodnikiem młodzieżowej drużyny Málaga CF, a w 2003 roku przeszedł do kadry rezerw Málagi. Wtedy też zadebiutował w Segunda División i do końca sezonu 2005/2006 występował w Máladze B. Jednak jeszcze w sezonie 2005/2006 był powoływany na mecze pierwszego zespołu Málagi. 4 grudnia 2005 roku zadebiutował w Primera División w przegranym 1:2 domowym spotkaniu z Osasuną. W 2006 roku spadł z Málagą do Segunda División, a po spadku klubu stał się podstawowym zawodnikiem. W sezonie 2007/2008 przyczynił się do powrotu "Los Boquerones" do pierwszej ligi hiszpańskiej.

## Kariera reprezentacyjna
W 2005 roku Gámez zaliczył 4 spotkania i zdobył 2 gole w barwach reprezentacji Hiszpanii U-21.